# 1967年のワールドシリーズ
1967年の野球において、メジャーリーグベースボール（MLB）優勝決定戦の第64回ワールドシリーズ（英語: 64th World Series）は、10月4日から12日にかけて計7試合が開催された。その結果、セントルイス・カージナルス（ナショナルリーグ）がボストン・レッドソックス（アメリカンリーグ）を4勝3敗で下し、3年ぶり8回目の優勝を果たした。
両チームの対戦は、1946年以来21年ぶり2回目。この年からシリーズ優勝チームには、優勝トロフィー "コミッショナーズ・トロフィー" が贈られるようになった。シリーズMVPには、第1戦・第4戦・第7戦の3登板全てで完投勝利を挙げ防御率1.00という成績を残したカージナルスのボブ・ギブソンが、3年前の前回優勝時に続いて選出された。1シリーズ3先発登板で3勝は、1957年のルー・バーデット以来史上8人目である。またギブソンは最終第7戦において、チーム3得点目のソロ本塁打を自ら放ったあとでレッドソックスの反撃を2点にとどめ、投球だけでなく打撃でも優勝決定に大きな役割を果たした。

## 試合結果
1967年のワールドシリーズは10月4日に開幕し、途中に移動日を挟んで9日間で7試合が行われた。日程・結果は以下の通り。
| 日付                                                      | 試合  | ビジター球団（先攻）       | スコア | ホーム球団（後攻）         | 開催球場                          | 開催球場                                                |
| --------------------------------------------------------- | ----- | -------------------------- | ------ | -------------------------- | --------------------------------- | ------------------------------------------------------- |
| 10月04日（水）                                            | 第1戦 | セントルイス・カージナルス | 2－1   | ボストン・レッドソックス   | フェンウェイ・パーク              | フェンウェイ・パークブッシュ・メモリアル・ · スタジアム |
| 10月05日（木）                                            | 第2戦 | セントルイス・カージナルス | 0－5   | ボストン・レッドソックス   | フェンウェイ・パーク              | フェンウェイ・パークブッシュ・メモリアル・ · スタジアム |
| 10月06日（金）                                            |       | 移動日                     | 移動日 | 移動日                     |                                   | フェンウェイ・パークブッシュ・メモリアル・ · スタジアム |
| 10月07日（土）                                            | 第3戦 | ボストン・レッドソックス   | 2－5   | セントルイス・カージナルス | ブッシュ・メモリアル・ スタジアム | フェンウェイ・パークブッシュ・メモリアル・ · スタジアム |
| 10月08日（日）                                            | 第4戦 | ボストン・レッドソックス   | 0－6   | セントルイス・カージナルス | ブッシュ・メモリアル・ スタジアム | フェンウェイ・パークブッシュ・メモリアル・ · スタジアム |
| 10月09日（月）                                            | 第5戦 | ボストン・レッドソックス   | 3－1   | セントルイス・カージナルス | ブッシュ・メモリアル・ スタジアム | フェンウェイ・パークブッシュ・メモリアル・ · スタジアム |
| 10月10日（火）                                            |       | 移動日                     | 移動日 | 移動日                     |                                   | フェンウェイ・パークブッシュ・メモリアル・ · スタジアム |
| 10月11日（水）                                            | 第6戦 | セントルイス・カージナルス | 4－8   | ボストン・レッドソックス   | フェンウェイ・パーク              | フェンウェイ・パークブッシュ・メモリアル・ · スタジアム |
| 10月12日（木）                                            | 第7戦 | セントルイス・カージナルス | 7－2   | ボストン・レッドソックス   | フェンウェイ・パーク              | フェンウェイ・パークブッシュ・メモリアル・ · スタジアム |
| 優勝：セントルイス・カージナルス（4勝3敗 / 3年ぶり8度目） |       |                            |        |                            |                                   | フェンウェイ・パークブッシュ・メモリアル・ · スタジアム |

### 第1戦 10月4日
- フェンウェイ・パーク（マサチューセッツ州ボストン）

|                            | 1 | 2 | 3 | 4 | 5 | 6 | 7 | 8 | 9 | R | H  | E |
| -------------------------- | - | - | - | - | - | - | - | - | - | - | -- | - |
| セントルイス・カージナルス | 0 | 0 | 1 | 0 | 0 | 0 | 1 | 0 | 0 | 2 | 10 | 0 |
| ボストン・レッドソックス   | 0 | 0 | 1 | 0 | 0 | 0 | 0 | 0 | 0 | 1 | 6  | 0 |

1. 勝利：ボブ・ギブソン（1勝）
2. 敗戦：ホセ・サンティアゴ（1敗）
3. 本塁打
BOS：ホセ・サンティアゴ1号ソロ
4. 審判
［球審］ジョニー・スティーブンス（AL）
［塁審］一塁: アル・バーリック（NL）、二塁: フランク・ウモント（AL）、三塁: オーギー・ドナテリ（NL）
［外審］左翼: エド・ランギー（AL）、右翼: ポール・プライアー（NL）
5. 昼間試合  試合時間: 2時間22分  観客: 3万4796人
詳細: MLB.com Gameday / Baseball-Reference.com

| セントルイス・カージナルス | セントルイス・カージナルス | セントルイス・カージナルス | セントルイス・カージナルス | セントルイス・カージナルス                                                                              | ボストン・レッドソックス | ボストン・レッドソックス | ボストン・レッドソックス | ボストン・レッドソックス | ボストン・レッドソックス                                                                                                 |
| -------------------------- | -------------------------- | -------------------------- | -------------------------- | --- | ------------------------ | ------------------------ | ------------------------ | ------------------------ | --- |
| 打順                       | 守備                       | 選手                       | 打席                       | B・ギブソンT・マッカーバーO・セペダJ・ハビアーM・シャノンD・マックスビルL・ブロックC・フラッドR・マリス | 打順                     | 守備                     | 選手                     | 打席                     | J・サンティアゴR・ギブソンG・スコットJ・エイデアーD・ジョーンズR・ペトロセリC・ヤスト · レムスキーR・スミスK・ハレルソン |
| 1                          | 左                         | L・ブロック                | 左                         | B・ギブソンT・マッカーバーO・セペダJ・ハビアーM・シャノンD・マックスビルL・ブロックC・フラッドR・マリス | 1                        | 二                       | J・エイデアー            | 右                       | J・サンティアゴR・ギブソンG・スコットJ・エイデアーD・ジョーンズR・ペトロセリC・ヤスト · レムスキーR・スミスK・ハレルソン |
| 2                          | 中                         | C・フラッド                | 右                         | B・ギブソンT・マッカーバーO・セペダJ・ハビアーM・シャノンD・マックスビルL・ブロックC・フラッドR・マリス | 2                        | 三                       | D・ジョーンズ            | 左                       | J・サンティアゴR・ギブソンG・スコットJ・エイデアーD・ジョーンズR・ペトロセリC・ヤスト · レムスキーR・スミスK・ハレルソン |
| 3                          | 右                         | R・マリス                  | 左                         | B・ギブソンT・マッカーバーO・セペダJ・ハビアーM・シャノンD・マックスビルL・ブロックC・フラッドR・マリス | 3                        | 左                       | C・ヤストレムスキー      | 左                       | J・サンティアゴR・ギブソンG・スコットJ・エイデアーD・ジョーンズR・ペトロセリC・ヤスト · レムスキーR・スミスK・ハレルソン |
| 4                          | 一                         | O・セペダ                  | 右                         | B・ギブソンT・マッカーバーO・セペダJ・ハビアーM・シャノンD・マックスビルL・ブロックC・フラッドR・マリス | 4                        | 右                       | K・ハレルソン            | 右                       | J・サンティアゴR・ギブソンG・スコットJ・エイデアーD・ジョーンズR・ペトロセリC・ヤスト · レムスキーR・スミスK・ハレルソン |
| 5                          | 捕                         | T・マッカーバー            | 左                         | B・ギブソンT・マッカーバーO・セペダJ・ハビアーM・シャノンD・マックスビルL・ブロックC・フラッドR・マリス | 5                        | 一                       | G・スコット              | 右                       | J・サンティアゴR・ギブソンG・スコットJ・エイデアーD・ジョーンズR・ペトロセリC・ヤスト · レムスキーR・スミスK・ハレルソン |
| 6                          | 三                         | M・シャノン                | 右                         | B・ギブソンT・マッカーバーO・セペダJ・ハビアーM・シャノンD・マックスビルL・ブロックC・フラッドR・マリス | 6                        | 遊                       | R・ペトロセリ            | 右                       | J・サンティアゴR・ギブソンG・スコットJ・エイデアーD・ジョーンズR・ペトロセリC・ヤスト · レムスキーR・スミスK・ハレルソン |
| 7                          | 二                         | J・ハビアー                | 右                         | B・ギブソンT・マッカーバーO・セペダJ・ハビアーM・シャノンD・マックスビルL・ブロックC・フラッドR・マリス | 7                        | 中                       | R・スミス                | 両                       | J・サンティアゴR・ギブソンG・スコットJ・エイデアーD・ジョーンズR・ペトロセリC・ヤスト · レムスキーR・スミスK・ハレルソン |
| 8                          | 遊                         | D・マックスビル            | 右                         | B・ギブソンT・マッカーバーO・セペダJ・ハビアーM・シャノンD・マックスビルL・ブロックC・フラッドR・マリス | 8                        | 捕                       | R・ギブソン              | 右                       | J・サンティアゴR・ギブソンG・スコットJ・エイデアーD・ジョーンズR・ペトロセリC・ヤスト · レムスキーR・スミスK・ハレルソン |
| 9                          | 投                         | B・ギブソン                | 右                         | B・ギブソンT・マッカーバーO・セペダJ・ハビアーM・シャノンD・マックスビルL・ブロックC・フラッドR・マリス | 9                        | 投                       | J・サンティアゴ          | 右                       | J・サンティアゴR・ギブソンG・スコットJ・エイデアーD・ジョーンズR・ペトロセリC・ヤスト · レムスキーR・スミスK・ハレルソン |
| 先発投手                   | 先発投手                   | 先発投手                   | 投球                       | B・ギブソンT・マッカーバーO・セペダJ・ハビアーM・シャノンD・マックスビルL・ブロックC・フラッドR・マリス | 先発投手                 | 先発投手                 | 先発投手                 | 投球                     | J・サンティアゴR・ギブソンG・スコットJ・エイデアーD・ジョーンズR・ペトロセリC・ヤスト · レムスキーR・スミスK・ハレルソン |
| B・ギブソン                | B・ギブソン                | B・ギブソン                | 右                         | B・ギブソンT・マッカーバーO・セペダJ・ハビアーM・シャノンD・マックスビルL・ブロックC・フラッドR・マリス | J・サンティアゴ          | J・サンティアゴ          | J・サンティアゴ          | 右                       | J・サンティアゴR・ギブソンG・スコットJ・エイデアーD・ジョーンズR・ペトロセリC・ヤスト · レムスキーR・スミスK・ハレルソン |

### 第2戦 10月5日
- フェンウェイ・パーク（マサチューセッツ州ボストン）

|                            | 1 | 2 | 3 | 4 | 5 | 6 | 7 | 8 | 9 | R | H | E |
| -------------------------- | - | - | - | - | - | - | - | - | - | - | - | - |
| セントルイス・カージナルス | 0 | 0 | 0 | 0 | 0 | 0 | 0 | 0 | 0 | 0 | 1 | 1 |
| ボストン・レッドソックス   | 0 | 0 | 0 | 1 | 0 | 1 | 3 | 0 | X | 5 | 9 | 0 |

1. 勝利：ジム・ロンボーグ（1勝）
2. 敗戦：ディック・ヒューズ（1敗）
3. 本塁打
BOS：カール・ヤストレムスキー1号ソロ・2号3ラン
4. 審判
［球審］アル・バーリック（NL）
［塁審］一塁: フランク・ウモント（AL）、二塁: オーギー・ドナテリ（NL）、三塁: エド・ランギー（AL）
［外審］左翼: ポール・プライアー（NL）、右翼: ジョニー・スティーブンス（AL）
5. 昼間試合  試合時間: 2時間24分  観客: 3万5188人
詳細: MLB.com Gameday / Baseball-Reference.com

| セントルイス・カージナルス | セントルイス・カージナルス | セントルイス・カージナルス | セントルイス・カージナルス | セントルイス・カージナルス                                                                              | ボストン・レッドソックス | ボストン・レッドソックス | ボストン・レッドソックス | ボストン・レッドソックス | ボストン・レッドソックス                                                                                               |
| -------------------------- | -------------------------- | -------------------------- | -------------------------- | --- | ------------------------ | ------------------------ | ------------------------ | ------------------------ | --- |
| 打順                       | 守備                       | 選手                       | 打席                       | D・ヒューズT・マッカーバーO・セペダJ・ハビアーM・シャノンD・マックスビルL・ブロックC・フラッドR・マリス | 打順                     | 守備                     | 選手                     | 打席                     | J・ロンボーグE・ハワードG・スコットJ・エイデアーD・ジョーンズR・ペトロセリC・ヤスト · レムスキーR・スミスJ・タータブル |
| 1                          | 左                         | L・ブロック                | 左                         | D・ヒューズT・マッカーバーO・セペダJ・ハビアーM・シャノンD・マックスビルL・ブロックC・フラッドR・マリス | 1                        | 右                       | J・タータブル            | 左                       | J・ロンボーグE・ハワードG・スコットJ・エイデアーD・ジョーンズR・ペトロセリC・ヤスト · レムスキーR・スミスJ・タータブル |
| 2                          | 中                         | C・フラッド                | 右                         | D・ヒューズT・マッカーバーO・セペダJ・ハビアーM・シャノンD・マックスビルL・ブロックC・フラッドR・マリス | 2                        | 三                       | D・ジョーンズ            | 左                       | J・ロンボーグE・ハワードG・スコットJ・エイデアーD・ジョーンズR・ペトロセリC・ヤスト · レムスキーR・スミスJ・タータブル |
| 3                          | 右                         | R・マリス                  | 左                         | D・ヒューズT・マッカーバーO・セペダJ・ハビアーM・シャノンD・マックスビルL・ブロックC・フラッドR・マリス | 3                        | 左                       | C・ヤストレムスキー      | 左                       | J・ロンボーグE・ハワードG・スコットJ・エイデアーD・ジョーンズR・ペトロセリC・ヤスト · レムスキーR・スミスJ・タータブル |
| 4                          | 一                         | O・セペダ                  | 右                         | D・ヒューズT・マッカーバーO・セペダJ・ハビアーM・シャノンD・マックスビルL・ブロックC・フラッドR・マリス | 4                        | 一                       | G・スコット              | 右                       | J・ロンボーグE・ハワードG・スコットJ・エイデアーD・ジョーンズR・ペトロセリC・ヤスト · レムスキーR・スミスJ・タータブル |
| 5                          | 捕                         | T・マッカーバー            | 左                         | D・ヒューズT・マッカーバーO・セペダJ・ハビアーM・シャノンD・マックスビルL・ブロックC・フラッドR・マリス | 5                        | 中                       | R・スミス                | 両                       | J・ロンボーグE・ハワードG・スコットJ・エイデアーD・ジョーンズR・ペトロセリC・ヤスト · レムスキーR・スミスJ・タータブル |
| 6                          | 三                         | M・シャノン                | 右                         | D・ヒューズT・マッカーバーO・セペダJ・ハビアーM・シャノンD・マックスビルL・ブロックC・フラッドR・マリス | 6                        | 二                       | J・エイデアー            | 右                       | J・ロンボーグE・ハワードG・スコットJ・エイデアーD・ジョーンズR・ペトロセリC・ヤスト · レムスキーR・スミスJ・タータブル |
| 7                          | 二                         | J・ハビアー                | 右                         | D・ヒューズT・マッカーバーO・セペダJ・ハビアーM・シャノンD・マックスビルL・ブロックC・フラッドR・マリス | 7                        | 遊                       | R・ペトロセリ            | 右                       | J・ロンボーグE・ハワードG・スコットJ・エイデアーD・ジョーンズR・ペトロセリC・ヤスト · レムスキーR・スミスJ・タータブル |
| 8                          | 遊                         | D・マックスビル            | 右                         | D・ヒューズT・マッカーバーO・セペダJ・ハビアーM・シャノンD・マックスビルL・ブロックC・フラッドR・マリス | 8                        | 捕                       | E・ハワード              | 右                       | J・ロンボーグE・ハワードG・スコットJ・エイデアーD・ジョーンズR・ペトロセリC・ヤスト · レムスキーR・スミスJ・タータブル |
| 9                          | 投                         | D・ヒューズ                | 右                         | D・ヒューズT・マッカーバーO・セペダJ・ハビアーM・シャノンD・マックスビルL・ブロックC・フラッドR・マリス | 9                        | 投                       | J・ロンボーグ            | 右                       | J・ロンボーグE・ハワードG・スコットJ・エイデアーD・ジョーンズR・ペトロセリC・ヤスト · レムスキーR・スミスJ・タータブル |
| 先発投手                   | 先発投手                   | 先発投手                   | 投球                       | D・ヒューズT・マッカーバーO・セペダJ・ハビアーM・シャノンD・マックスビルL・ブロックC・フラッドR・マリス | 先発投手                 | 先発投手                 | 先発投手                 | 投球                     | J・ロンボーグE・ハワードG・スコットJ・エイデアーD・ジョーンズR・ペトロセリC・ヤスト · レムスキーR・スミスJ・タータブル |
| D・ヒューズ                | D・ヒューズ                | D・ヒューズ                | 右                         | D・ヒューズT・マッカーバーO・セペダJ・ハビアーM・シャノンD・マックスビルL・ブロックC・フラッドR・マリス | J・ロンボーグ            | J・ロンボーグ            | J・ロンボーグ            | 右                       | J・ロンボーグE・ハワードG・スコットJ・エイデアーD・ジョーンズR・ペトロセリC・ヤスト · レムスキーR・スミスJ・タータブル |

### 第3戦 10月7日
- ブッシュ・メモリアル・スタジアム（ミズーリ州セントルイス）

|                            | 1 | 2 | 3 | 4 | 5 | 6 | 7 | 8 | 9 | R | H  | E |
| -------------------------- | - | - | - | - | - | - | - | - | - | - | -- | - |
| ボストン・レッドソックス   | 0 | 0 | 0 | 0 | 0 | 1 | 1 | 0 | 0 | 2 | 7  | 1 |
| セントルイス・カージナルス | 1 | 2 | 0 | 0 | 0 | 1 | 0 | 1 | X | 5 | 10 | 0 |

1. 勝利：ネルソン・ブライルズ（1勝）
2. 敗戦：ゲイリー・ベル（1敗）
3. 本塁打
BOS：レジー・スミス1号ソロ
STL：マイク・シャノン1号2ラン
4. 審判
［球審］フランク・ウモント（AL）
［塁審］一塁: オーギー・ドナテリ（NL）、二塁: エド・ランギー（AL）、三塁: ポール・プライアー（NL）
［外審］左翼: ジョニー・スティーブンス（AL）、右翼: アル・バーリック（NL）
5. 昼間試合  試合時間: 2時間15分  観客: 5万4575人
詳細: MLB.com Gameday / Baseball-Reference.com

| ボストン・レッドソックス | ボストン・レッドソックス | ボストン・レッドソックス | ボストン・レッドソックス | ボストン・レッドソックス                                                                                         | セントルイス・カージナルス | セントルイス・カージナルス | セントルイス・カージナルス | セントルイス・カージナルス | セントルイス・カージナルス                                                                                |
| ------------------------ | ------------------------ | ------------------------ | ------------------------ | --- | -------------------------- | -------------------------- | -------------------------- | -------------------------- | --- |
| 打順                     | 守備                     | 選手                     | 打席                     | G・ベルE・ハワードG・スコットJ・エイデアーD・ジョーンズR・ペトロセリC・ヤスト · レムスキーR・スミスJ・タータブル | 打順                       | 守備                       | 選手                       | 打席                       | N・ブライルズT・マッカーバーO・セペダJ・ハビアーM・シャノンD・マックスビルL・ブロックC・フラッドR・マリス |
| 1                        | 右                       | J・タータブル            | 左                       | G・ベルE・ハワードG・スコットJ・エイデアーD・ジョーンズR・ペトロセリC・ヤスト · レムスキーR・スミスJ・タータブル | 1                          | 左                         | L・ブロック                | 左                         | N・ブライルズT・マッカーバーO・セペダJ・ハビアーM・シャノンD・マックスビルL・ブロックC・フラッドR・マリス |
| 2                        | 三                       | D・ジョーンズ            | 左                       | G・ベルE・ハワードG・スコットJ・エイデアーD・ジョーンズR・ペトロセリC・ヤスト · レムスキーR・スミスJ・タータブル | 2                          | 中                         | C・フラッド                | 右                         | N・ブライルズT・マッカーバーO・セペダJ・ハビアーM・シャノンD・マックスビルL・ブロックC・フラッドR・マリス |
| 3                        | 左                       | C・ヤストレムスキー      | 左                       | G・ベルE・ハワードG・スコットJ・エイデアーD・ジョーンズR・ペトロセリC・ヤスト · レムスキーR・スミスJ・タータブル | 3                          | 右                         | R・マリス                  | 左                         | N・ブライルズT・マッカーバーO・セペダJ・ハビアーM・シャノンD・マックスビルL・ブロックC・フラッドR・マリス |
| 4                        | 一                       | G・スコット              | 右                       | G・ベルE・ハワードG・スコットJ・エイデアーD・ジョーンズR・ペトロセリC・ヤスト · レムスキーR・スミスJ・タータブル | 4                          | 一                         | O・セペダ                  | 右                         | N・ブライルズT・マッカーバーO・セペダJ・ハビアーM・シャノンD・マックスビルL・ブロックC・フラッドR・マリス |
| 5                        | 中                       | R・スミス                | 両                       | G・ベルE・ハワードG・スコットJ・エイデアーD・ジョーンズR・ペトロセリC・ヤスト · レムスキーR・スミスJ・タータブル | 5                          | 捕                         | T・マッカーバー            | 左                         | N・ブライルズT・マッカーバーO・セペダJ・ハビアーM・シャノンD・マックスビルL・ブロックC・フラッドR・マリス |
| 6                        | 二                       | J・エイデアー            | 右                       | G・ベルE・ハワードG・スコットJ・エイデアーD・ジョーンズR・ペトロセリC・ヤスト · レムスキーR・スミスJ・タータブル | 6                          | 三                         | M・シャノン                | 右                         | N・ブライルズT・マッカーバーO・セペダJ・ハビアーM・シャノンD・マックスビルL・ブロックC・フラッドR・マリス |
| 7                        | 遊                       | R・ペトロセリ            | 右                       | G・ベルE・ハワードG・スコットJ・エイデアーD・ジョーンズR・ペトロセリC・ヤスト · レムスキーR・スミスJ・タータブル | 7                          | 二                         | J・ハビアー                | 右                         | N・ブライルズT・マッカーバーO・セペダJ・ハビアーM・シャノンD・マックスビルL・ブロックC・フラッドR・マリス |
| 8                        | 捕                       | E・ハワード              | 右                       | G・ベルE・ハワードG・スコットJ・エイデアーD・ジョーンズR・ペトロセリC・ヤスト · レムスキーR・スミスJ・タータブル | 8                          | 遊                         | D・マックスビル            | 右                         | N・ブライルズT・マッカーバーO・セペダJ・ハビアーM・シャノンD・マックスビルL・ブロックC・フラッドR・マリス |
| 9                        | 投                       | G・ベル                  | 右                       | G・ベルE・ハワードG・スコットJ・エイデアーD・ジョーンズR・ペトロセリC・ヤスト · レムスキーR・スミスJ・タータブル | 9                          | 投                         | N・ブライルズ              | 右                         | N・ブライルズT・マッカーバーO・セペダJ・ハビアーM・シャノンD・マックスビルL・ブロックC・フラッドR・マリス |
| 先発投手                 | 先発投手                 | 先発投手                 | 投球                     | G・ベルE・ハワードG・スコットJ・エイデアーD・ジョーンズR・ペトロセリC・ヤスト · レムスキーR・スミスJ・タータブル | 先発投手                   | 先発投手                   | 先発投手                   | 投球                       | N・ブライルズT・マッカーバーO・セペダJ・ハビアーM・シャノンD・マックスビルL・ブロックC・フラッドR・マリス |
| G・ベル                  | G・ベル                  | G・ベル                  | 右                       | G・ベルE・ハワードG・スコットJ・エイデアーD・ジョーンズR・ペトロセリC・ヤスト · レムスキーR・スミスJ・タータブル | N・ブライルズ              | N・ブライルズ              | N・ブライルズ              | 右                         | N・ブライルズT・マッカーバーO・セペダJ・ハビアーM・シャノンD・マックスビルL・ブロックC・フラッドR・マリス |

### 第4戦 10月8日
- ブッシュ・メモリアル・スタジアム（ミズーリ州セントルイス）

|                            | 1 | 2 | 3 | 4 | 5 | 6 | 7 | 8 | 9 | R | H | E |
| -------------------------- | - | - | - | - | - | - | - | - | - | - | - | - |
| ボストン・レッドソックス   | 0 | 0 | 0 | 0 | 0 | 0 | 0 | 0 | 0 | 0 | 5 | 0 |
| セントルイス・カージナルス | 4 | 0 | 2 | 0 | 0 | 0 | 0 | 0 | X | 6 | 9 | 0 |

1. 勝利：ボブ・ギブソン（2勝）
2. 敗戦：ホセ・サンティアゴ（2敗）
3. 審判
［球審］オーギー・ドナテリ（NL）
［塁審］一塁: エド・ランギー（AL）、二塁: ポール・プライアー（NL）、三塁: ジョニー・スティーブンス（AL）
［外審］左翼: アル・バーリック（NL）、右翼: フランク・ウモント（AL）
4. 昼間試合  試合時間: 2時間5分  観客: 5万4575人
詳細: MLB.com Gameday / Baseball-Reference.com

| ボストン・レッドソックス | ボストン・レッドソックス | ボストン・レッドソックス | ボストン・レッドソックス | ボストン・レッドソックス                                                                                                 | セントルイス・カージナルス | セントルイス・カージナルス | セントルイス・カージナルス | セントルイス・カージナルス | セントルイス・カージナルス                                                                              |
| ------------------------ | ------------------------ | ------------------------ | ------------------------ | --- | -------------------------- | -------------------------- | -------------------------- | -------------------------- | --- |
| 打順                     | 守備                     | 選手                     | 打席                     | J・サンティアゴE・ハワードG・スコットJ・エイデアーD・ジョーンズR・ペトロセリC・ヤスト · レムスキーR・スミスJ・タータブル | 打順                       | 守備                       | 選手                       | 打席                       | B・ギブソンT・マッカーバーO・セペダJ・ハビアーM・シャノンD・マックスビルL・ブロックC・フラッドR・マリス |
| 1                        | 右                       | J・タータブル            | 左                       | J・サンティアゴE・ハワードG・スコットJ・エイデアーD・ジョーンズR・ペトロセリC・ヤスト · レムスキーR・スミスJ・タータブル | 1                          | 左                         | L・ブロック                | 左                         | B・ギブソンT・マッカーバーO・セペダJ・ハビアーM・シャノンD・マックスビルL・ブロックC・フラッドR・マリス |
| 2                        | 三                       | D・ジョーンズ            | 左                       | J・サンティアゴE・ハワードG・スコットJ・エイデアーD・ジョーンズR・ペトロセリC・ヤスト · レムスキーR・スミスJ・タータブル | 2                          | 中                         | C・フラッド                | 右                         | B・ギブソンT・マッカーバーO・セペダJ・ハビアーM・シャノンD・マックスビルL・ブロックC・フラッドR・マリス |
| 3                        | 左                       | C・ヤストレムスキー      | 左                       | J・サンティアゴE・ハワードG・スコットJ・エイデアーD・ジョーンズR・ペトロセリC・ヤスト · レムスキーR・スミスJ・タータブル | 3                          | 右                         | R・マリス                  | 左                         | B・ギブソンT・マッカーバーO・セペダJ・ハビアーM・シャノンD・マックスビルL・ブロックC・フラッドR・マリス |
| 4                        | 一                       | G・スコット              | 右                       | J・サンティアゴE・ハワードG・スコットJ・エイデアーD・ジョーンズR・ペトロセリC・ヤスト · レムスキーR・スミスJ・タータブル | 4                          | 一                         | O・セペダ                  | 右                         | B・ギブソンT・マッカーバーO・セペダJ・ハビアーM・シャノンD・マックスビルL・ブロックC・フラッドR・マリス |
| 5                        | 中                       | R・スミス                | 両                       | J・サンティアゴE・ハワードG・スコットJ・エイデアーD・ジョーンズR・ペトロセリC・ヤスト · レムスキーR・スミスJ・タータブル | 5                          | 捕                         | T・マッカーバー            | 左                         | B・ギブソンT・マッカーバーO・セペダJ・ハビアーM・シャノンD・マックスビルL・ブロックC・フラッドR・マリス |
| 6                        | 二                       | J・エイデアー            | 右                       | J・サンティアゴE・ハワードG・スコットJ・エイデアーD・ジョーンズR・ペトロセリC・ヤスト · レムスキーR・スミスJ・タータブル | 6                          | 三                         | M・シャノン                | 右                         | B・ギブソンT・マッカーバーO・セペダJ・ハビアーM・シャノンD・マックスビルL・ブロックC・フラッドR・マリス |
| 7                        | 遊                       | R・ペトロセリ            | 右                       | J・サンティアゴE・ハワードG・スコットJ・エイデアーD・ジョーンズR・ペトロセリC・ヤスト · レムスキーR・スミスJ・タータブル | 7                          | 二                         | J・ハビアー                | 右                         | B・ギブソンT・マッカーバーO・セペダJ・ハビアーM・シャノンD・マックスビルL・ブロックC・フラッドR・マリス |
| 8                        | 捕                       | E・ハワード              | 右                       | J・サンティアゴE・ハワードG・スコットJ・エイデアーD・ジョーンズR・ペトロセリC・ヤスト · レムスキーR・スミスJ・タータブル | 8                          | 遊                         | D・マックスビル            | 右                         | B・ギブソンT・マッカーバーO・セペダJ・ハビアーM・シャノンD・マックスビルL・ブロックC・フラッドR・マリス |
| 9                        | 投                       | J・サンティアゴ          | 右                       | J・サンティアゴE・ハワードG・スコットJ・エイデアーD・ジョーンズR・ペトロセリC・ヤスト · レムスキーR・スミスJ・タータブル | 9                          | 投                         | B・ギブソン                | 右                         | B・ギブソンT・マッカーバーO・セペダJ・ハビアーM・シャノンD・マックスビルL・ブロックC・フラッドR・マリス |
| 先発投手                 | 先発投手                 | 先発投手                 | 投球                     | J・サンティアゴE・ハワードG・スコットJ・エイデアーD・ジョーンズR・ペトロセリC・ヤスト · レムスキーR・スミスJ・タータブル | 先発投手                   | 先発投手                   | 先発投手                   | 投球                       | B・ギブソンT・マッカーバーO・セペダJ・ハビアーM・シャノンD・マックスビルL・ブロックC・フラッドR・マリス |
| J・サンティアゴ          | J・サンティアゴ          | J・サンティアゴ          | 右                       | J・サンティアゴE・ハワードG・スコットJ・エイデアーD・ジョーンズR・ペトロセリC・ヤスト · レムスキーR・スミスJ・タータブル | B・ギブソン                | B・ギブソン                | B・ギブソン                | 右                         | B・ギブソンT・マッカーバーO・セペダJ・ハビアーM・シャノンD・マックスビルL・ブロックC・フラッドR・マリス |

### 第5戦 10月9日
- ブッシュ・メモリアル・スタジアム（ミズーリ州セントルイス）

|                            | 1 | 2 | 3 | 4 | 5 | 6 | 7 | 8 | 9 | R | H | E |
| -------------------------- | - | - | - | - | - | - | - | - | - | - | - | - |
| ボストン・レッドソックス   | 0 | 0 | 1 | 0 | 0 | 0 | 0 | 0 | 2 | 3 | 6 | 1 |
| セントルイス・カージナルス | 0 | 0 | 0 | 0 | 0 | 0 | 0 | 0 | 1 | 1 | 3 | 2 |

1. 勝利：ジム・ロンボーグ（2勝）
2. 敗戦：スティーブ・カールトン（1敗）
3. 本塁打
STL：ロジャー・マリス1号ソロ
4. 審判
［球審］エド・ランギー（AL）
［塁審］一塁: ポール・プライアー（NL）、二塁: ジョニー・スティーブンス（AL）、三塁: アル・バーリック（NL）
［外審］左翼: フランク・ウモント（AL）、右翼: オーギー・ドナテリ（NL）
5. 昼間試合  試合時間: 2時間20分  観客: 5万4575人
詳細: MLB.com Gameday / Baseball-Reference.com

| ボストン・レッドソックス | ボストン・レッドソックス | ボストン・レッドソックス | ボストン・レッドソックス | ボストン・レッドソックス                                                                                               | セントルイス・カージナルス | セントルイス・カージナルス | セントルイス・カージナルス | セントルイス・カージナルス | セントルイス・カージナルス                                                                                |
| ------------------------ | ------------------------ | ------------------------ | ------------------------ | --- | -------------------------- | -------------------------- | -------------------------- | -------------------------- | --- |
| 打順                     | 守備                     | 選手                     | 打席                     | J・ロンボーグE・ハワードG・スコットM・アンドリュースJ・フォイR・ペトロセリC・ヤスト · レムスキーR・スミスK・ハレルソン | 打順                       | 守備                       | 選手                       | 打席                       | S・カールトンT・マッカーバーO・セペダJ・ハビアーM・シャノンD・マックスビルL・ブロックC・フラッドR・マリス |
| 1                        | 三                       | J・フォイ                | 右                       | J・ロンボーグE・ハワードG・スコットM・アンドリュースJ・フォイR・ペトロセリC・ヤスト · レムスキーR・スミスK・ハレルソン | 1                          | 左                         | L・ブロック                | 左                         | S・カールトンT・マッカーバーO・セペダJ・ハビアーM・シャノンD・マックスビルL・ブロックC・フラッドR・マリス |
| 2                        | 二                       | M・アンドリュース        | 右                       | J・ロンボーグE・ハワードG・スコットM・アンドリュースJ・フォイR・ペトロセリC・ヤスト · レムスキーR・スミスK・ハレルソン | 2                          | 中                         | C・フラッド                | 右                         | S・カールトンT・マッカーバーO・セペダJ・ハビアーM・シャノンD・マックスビルL・ブロックC・フラッドR・マリス |
| 3                        | 左                       | C・ヤストレムスキー      | 左                       | J・ロンボーグE・ハワードG・スコットM・アンドリュースJ・フォイR・ペトロセリC・ヤスト · レムスキーR・スミスK・ハレルソン | 3                          | 右                         | R・マリス                  | 左                         | S・カールトンT・マッカーバーO・セペダJ・ハビアーM・シャノンD・マックスビルL・ブロックC・フラッドR・マリス |
| 4                        | 右                       | K・ハレルソン            | 右                       | J・ロンボーグE・ハワードG・スコットM・アンドリュースJ・フォイR・ペトロセリC・ヤスト · レムスキーR・スミスK・ハレルソン | 4                          | 一                         | O・セペダ                  | 右                         | S・カールトンT・マッカーバーO・セペダJ・ハビアーM・シャノンD・マックスビルL・ブロックC・フラッドR・マリス |
| 5                        | 一                       | G・スコット              | 右                       | J・ロンボーグE・ハワードG・スコットM・アンドリュースJ・フォイR・ペトロセリC・ヤスト · レムスキーR・スミスK・ハレルソン | 5                          | 捕                         | T・マッカーバー            | 左                         | S・カールトンT・マッカーバーO・セペダJ・ハビアーM・シャノンD・マックスビルL・ブロックC・フラッドR・マリス |
| 6                        | 中                       | R・スミス                | 両                       | J・ロンボーグE・ハワードG・スコットM・アンドリュースJ・フォイR・ペトロセリC・ヤスト · レムスキーR・スミスK・ハレルソン | 6                          | 三                         | M・シャノン                | 右                         | S・カールトンT・マッカーバーO・セペダJ・ハビアーM・シャノンD・マックスビルL・ブロックC・フラッドR・マリス |
| 7                        | 遊                       | R・ペトロセリ            | 右                       | J・ロンボーグE・ハワードG・スコットM・アンドリュースJ・フォイR・ペトロセリC・ヤスト · レムスキーR・スミスK・ハレルソン | 7                          | 二                         | J・ハビアー                | 右                         | S・カールトンT・マッカーバーO・セペダJ・ハビアーM・シャノンD・マックスビルL・ブロックC・フラッドR・マリス |
| 8                        | 捕                       | E・ハワード              | 右                       | J・ロンボーグE・ハワードG・スコットM・アンドリュースJ・フォイR・ペトロセリC・ヤスト · レムスキーR・スミスK・ハレルソン | 8                          | 遊                         | D・マックスビル            | 右                         | S・カールトンT・マッカーバーO・セペダJ・ハビアーM・シャノンD・マックスビルL・ブロックC・フラッドR・マリス |
| 9                        | 投                       | J・ロンボーグ            | 右                       | J・ロンボーグE・ハワードG・スコットM・アンドリュースJ・フォイR・ペトロセリC・ヤスト · レムスキーR・スミスK・ハレルソン | 9                          | 投                         | S・カールトン              | 左                         | S・カールトンT・マッカーバーO・セペダJ・ハビアーM・シャノンD・マックスビルL・ブロックC・フラッドR・マリス |
| 先発投手                 | 先発投手                 | 先発投手                 | 投球                     | J・ロンボーグE・ハワードG・スコットM・アンドリュースJ・フォイR・ペトロセリC・ヤスト · レムスキーR・スミスK・ハレルソン | 先発投手                   | 先発投手                   | 先発投手                   | 投球                       | S・カールトンT・マッカーバーO・セペダJ・ハビアーM・シャノンD・マックスビルL・ブロックC・フラッドR・マリス |
| J・ロンボーグ            | J・ロンボーグ            | J・ロンボーグ            | 右                       | J・ロンボーグE・ハワードG・スコットM・アンドリュースJ・フォイR・ペトロセリC・ヤスト · レムスキーR・スミスK・ハレルソン | S・カールトン              | S・カールトン              | S・カールトン              | 左                         | S・カールトンT・マッカーバーO・セペダJ・ハビアーM・シャノンD・マックスビルL・ブロックC・フラッドR・マリス |

### 第6戦 10月11日
- フェンウェイ・パーク（マサチューセッツ州ボストン）

|                            | 1 | 2 | 3 | 4 | 5 | 6 | 7 | 8 | 9 | R | H  | E |
| -------------------------- | - | - | - | - | - | - | - | - | - | - | -- | - |
| セントルイス・カージナルス | 0 | 0 | 2 | 0 | 0 | 0 | 2 | 0 | 0 | 4 | 8  | 0 |
| ボストン・レッドソックス   | 0 | 1 | 0 | 3 | 0 | 0 | 4 | 0 | X | 8 | 12 | 1 |

1. 勝利：ジョン・ワイアット（1勝）
2. セーブ：ゲイリー・ベル（1敗1S）[注 4]
3. 敗戦：ジャック・ラマベ（1敗）
4. 本塁打
STL：ルー・ブロック1号2ラン
BOS：カール・ヤストレムスキー3号ソロ、レジー・スミス2号ソロ、リコ・ペトロセリ1号ソロ・2号ソロ
5. 審判
［球審］ポール・プライアー（NL）
［塁審］一塁: ジョニー・スティーブンス（AL）、二塁: アル・バーリック（NL）、三塁: フランク・ウモント（AL）
［外審］左翼: オーギー・ドナテリ（NL）、右翼: エド・ランギー（AL）
6. 昼間試合  試合時間: 2時間48分  観客: 3万5188人
詳細: MLB.com Gameday / Baseball-Reference.com

| セントルイス・カージナルス | セントルイス・カージナルス | セントルイス・カージナルス | セントルイス・カージナルス | セントルイス・カージナルス                                                                              | ボストン・レッドソックス | ボストン・レッドソックス | ボストン・レッドソックス | ボストン・レッドソックス | ボストン・レッドソックス                                                                                                   |
| -------------------------- | -------------------------- | -------------------------- | -------------------------- | --- | ------------------------ | ------------------------ | ------------------------ | ------------------------ | --- |
| 打順                       | 守備                       | 選手                       | 打席                       | D・ヒューズT・マッカーバーO・セペダJ・ハビアーM・シャノンD・マックスビルL・ブロックC・フラッドR・マリス | 打順                     | 守備                     | 選手                     | 打席                     | G・ワズルースキーE・ハワードG・スコットM・アンドリュースJ・フォイR・ペトロセリC・ヤスト · レムスキーR・スミスK・ハレルソン |
| 1                          | 左                         | L・ブロック                | 左                         | D・ヒューズT・マッカーバーO・セペダJ・ハビアーM・シャノンD・マックスビルL・ブロックC・フラッドR・マリス | 1                        | 三                       | J・フォイ                | 右                       | G・ワズルースキーE・ハワードG・スコットM・アンドリュースJ・フォイR・ペトロセリC・ヤスト · レムスキーR・スミスK・ハレルソン |
| 2                          | 中                         | C・フラッド                | 右                         | D・ヒューズT・マッカーバーO・セペダJ・ハビアーM・シャノンD・マックスビルL・ブロックC・フラッドR・マリス | 2                        | 二                       | M・アンドリュース        | 右                       | G・ワズルースキーE・ハワードG・スコットM・アンドリュースJ・フォイR・ペトロセリC・ヤスト · レムスキーR・スミスK・ハレルソン |
| 3                          | 右                         | R・マリス                  | 左                         | D・ヒューズT・マッカーバーO・セペダJ・ハビアーM・シャノンD・マックスビルL・ブロックC・フラッドR・マリス | 3                        | 左                       | C・ヤストレムスキー      | 左                       | G・ワズルースキーE・ハワードG・スコットM・アンドリュースJ・フォイR・ペトロセリC・ヤスト · レムスキーR・スミスK・ハレルソン |
| 4                          | 一                         | O・セペダ                  | 右                         | D・ヒューズT・マッカーバーO・セペダJ・ハビアーM・シャノンD・マックスビルL・ブロックC・フラッドR・マリス | 4                        | 右                       | K・ハレルソン            | 右                       | G・ワズルースキーE・ハワードG・スコットM・アンドリュースJ・フォイR・ペトロセリC・ヤスト · レムスキーR・スミスK・ハレルソン |
| 5                          | 捕                         | T・マッカーバー            | 左                         | D・ヒューズT・マッカーバーO・セペダJ・ハビアーM・シャノンD・マックスビルL・ブロックC・フラッドR・マリス | 5                        | 一                       | G・スコット              | 右                       | G・ワズルースキーE・ハワードG・スコットM・アンドリュースJ・フォイR・ペトロセリC・ヤスト · レムスキーR・スミスK・ハレルソン |
| 6                          | 三                         | M・シャノン                | 右                         | D・ヒューズT・マッカーバーO・セペダJ・ハビアーM・シャノンD・マックスビルL・ブロックC・フラッドR・マリス | 6                        | 中                       | R・スミス                | 両                       | G・ワズルースキーE・ハワードG・スコットM・アンドリュースJ・フォイR・ペトロセリC・ヤスト · レムスキーR・スミスK・ハレルソン |
| 7                          | 二                         | J・ハビアー                | 右                         | D・ヒューズT・マッカーバーO・セペダJ・ハビアーM・シャノンD・マックスビルL・ブロックC・フラッドR・マリス | 7                        | 遊                       | R・ペトロセリ            | 右                       | G・ワズルースキーE・ハワードG・スコットM・アンドリュースJ・フォイR・ペトロセリC・ヤスト · レムスキーR・スミスK・ハレルソン |
| 8                          | 遊                         | D・マックスビル            | 右                         | D・ヒューズT・マッカーバーO・セペダJ・ハビアーM・シャノンD・マックスビルL・ブロックC・フラッドR・マリス | 8                        | 捕                       | E・ハワード              | 右                       | G・ワズルースキーE・ハワードG・スコットM・アンドリュースJ・フォイR・ペトロセリC・ヤスト · レムスキーR・スミスK・ハレルソン |
| 9                          | 投                         | D・ヒューズ                | 右                         | D・ヒューズT・マッカーバーO・セペダJ・ハビアーM・シャノンD・マックスビルL・ブロックC・フラッドR・マリス | 9                        | 投                       | G・ワズルースキー        | 右                       | G・ワズルースキーE・ハワードG・スコットM・アンドリュースJ・フォイR・ペトロセリC・ヤスト · レムスキーR・スミスK・ハレルソン |
| 先発投手                   | 先発投手                   | 先発投手                   | 投球                       | D・ヒューズT・マッカーバーO・セペダJ・ハビアーM・シャノンD・マックスビルL・ブロックC・フラッドR・マリス | 先発投手                 | 先発投手                 | 先発投手                 | 投球                     | G・ワズルースキーE・ハワードG・スコットM・アンドリュースJ・フォイR・ペトロセリC・ヤスト · レムスキーR・スミスK・ハレルソン |
| D・ヒューズ                | D・ヒューズ                | D・ヒューズ                | 右                         | D・ヒューズT・マッカーバーO・セペダJ・ハビアーM・シャノンD・マックスビルL・ブロックC・フラッドR・マリス | G・ワズルースキー        | G・ワズルースキー        | G・ワズルースキー        | 右                       | G・ワズルースキーE・ハワードG・スコットM・アンドリュースJ・フォイR・ペトロセリC・ヤスト · レムスキーR・スミスK・ハレルソン |

### 第7戦 10月12日
- フェンウェイ・パーク（マサチューセッツ州ボストン）

|                            | 1 | 2 | 3 | 4 | 5 | 6 | 7 | 8 | 9 | R | H  | E |
| -------------------------- | - | - | - | - | - | - | - | - | - | - | -- | - |
| セントルイス・カージナルス | 0 | 0 | 2 | 0 | 2 | 3 | 0 | 0 | 0 | 7 | 10 | 1 |
| ボストン・レッドソックス   | 0 | 0 | 0 | 0 | 1 | 0 | 0 | 1 | 0 | 2 | 3  | 1 |

1. 勝利：ボブ・ギブソン（3勝）
2. 敗戦：ジム・ロンボーグ（2勝1敗）
3. 本塁打
STL：ボブ・ギブソン1号ソロ、フリアン・ハビアー1号3ラン
4. 審判
［球審］ジョニー・スティーブンス（AL）
［塁審］一塁: アル・バーリック（NL）、二塁: フランク・ウモント（AL）、三塁: オーギー・ドナテリ（NL）
［外審］左翼: エド・ランギー（AL）、右翼: ポール・プライアー（NL）
5. 昼間試合  試合時間: 2時間23分  観客: 3万5188人
詳細: MLB.com Gameday / Baseball-Reference.com

| セントルイス・カージナルス | セントルイス・カージナルス | セントルイス・カージナルス | セントルイス・カージナルス | セントルイス・カージナルス                                                                              | ボストン・レッドソックス | ボストン・レッドソックス | ボストン・レッドソックス | ボストン・レッドソックス | ボストン・レッドソックス                                                                                               |
| -------------------------- | -------------------------- | -------------------------- | -------------------------- | --- | ------------------------ | ------------------------ | ------------------------ | ------------------------ | --- |
| 打順                       | 守備                       | 選手                       | 打席                       | B・ギブソンT・マッカーバーO・セペダJ・ハビアーM・シャノンD・マックスビルL・ブロックC・フラッドR・マリス | 打順                     | 守備                     | 選手                     | 打席                     | J・ロンボーグE・ハワードG・スコットM・アンドリュースJ・フォイR・ペトロセリC・ヤスト · レムスキーR・スミスK・ハレルソン |
| 1                          | 左                         | L・ブロック                | 左                         | B・ギブソンT・マッカーバーO・セペダJ・ハビアーM・シャノンD・マックスビルL・ブロックC・フラッドR・マリス | 1                        | 三                       | J・フォイ                | 右                       | J・ロンボーグE・ハワードG・スコットM・アンドリュースJ・フォイR・ペトロセリC・ヤスト · レムスキーR・スミスK・ハレルソン |
| 2                          | 中                         | C・フラッド                | 右                         | B・ギブソンT・マッカーバーO・セペダJ・ハビアーM・シャノンD・マックスビルL・ブロックC・フラッドR・マリス | 2                        | 二                       | M・アンドリュース        | 右                       | J・ロンボーグE・ハワードG・スコットM・アンドリュースJ・フォイR・ペトロセリC・ヤスト · レムスキーR・スミスK・ハレルソン |
| 3                          | 右                         | R・マリス                  | 左                         | B・ギブソンT・マッカーバーO・セペダJ・ハビアーM・シャノンD・マックスビルL・ブロックC・フラッドR・マリス | 3                        | 左                       | C・ヤストレムスキー      | 左                       | J・ロンボーグE・ハワードG・スコットM・アンドリュースJ・フォイR・ペトロセリC・ヤスト · レムスキーR・スミスK・ハレルソン |
| 4                          | 一                         | O・セペダ                  | 右                         | B・ギブソンT・マッカーバーO・セペダJ・ハビアーM・シャノンD・マックスビルL・ブロックC・フラッドR・マリス | 4                        | 右                       | K・ハレルソン            | 右                       | J・ロンボーグE・ハワードG・スコットM・アンドリュースJ・フォイR・ペトロセリC・ヤスト · レムスキーR・スミスK・ハレルソン |
| 5                          | 捕                         | T・マッカーバー            | 左                         | B・ギブソンT・マッカーバーO・セペダJ・ハビアーM・シャノンD・マックスビルL・ブロックC・フラッドR・マリス | 5                        | 一                       | G・スコット              | 右                       | J・ロンボーグE・ハワードG・スコットM・アンドリュースJ・フォイR・ペトロセリC・ヤスト · レムスキーR・スミスK・ハレルソン |
| 6                          | 三                         | M・シャノン                | 右                         | B・ギブソンT・マッカーバーO・セペダJ・ハビアーM・シャノンD・マックスビルL・ブロックC・フラッドR・マリス | 6                        | 中                       | R・スミス                | 両                       | J・ロンボーグE・ハワードG・スコットM・アンドリュースJ・フォイR・ペトロセリC・ヤスト · レムスキーR・スミスK・ハレルソン |
| 7                          | 二                         | J・ハビアー                | 右                         | B・ギブソンT・マッカーバーO・セペダJ・ハビアーM・シャノンD・マックスビルL・ブロックC・フラッドR・マリス | 7                        | 遊                       | R・ペトロセリ            | 右                       | J・ロンボーグE・ハワードG・スコットM・アンドリュースJ・フォイR・ペトロセリC・ヤスト · レムスキーR・スミスK・ハレルソン |
| 8                          | 遊                         | D・マックスビル            | 右                         | B・ギブソンT・マッカーバーO・セペダJ・ハビアーM・シャノンD・マックスビルL・ブロックC・フラッドR・マリス | 8                        | 捕                       | E・ハワード              | 右                       | J・ロンボーグE・ハワードG・スコットM・アンドリュースJ・フォイR・ペトロセリC・ヤスト · レムスキーR・スミスK・ハレルソン |
| 9                          | 投                         | B・ギブソン                | 右                         | B・ギブソンT・マッカーバーO・セペダJ・ハビアーM・シャノンD・マックスビルL・ブロックC・フラッドR・マリス | 9                        | 投                       | J・ロンボーグ            | 右                       | J・ロンボーグE・ハワードG・スコットM・アンドリュースJ・フォイR・ペトロセリC・ヤスト · レムスキーR・スミスK・ハレルソン |
| 先発投手                   | 先発投手                   | 先発投手                   | 投球                       | B・ギブソンT・マッカーバーO・セペダJ・ハビアーM・シャノンD・マックスビルL・ブロックC・フラッドR・マリス | 先発投手                 | 先発投手                 | 先発投手                 | 投球                     | J・ロンボーグE・ハワードG・スコットM・アンドリュースJ・フォイR・ペトロセリC・ヤスト · レムスキーR・スミスK・ハレルソン |
| B・ギブソン                | B・ギブソン                | B・ギブソン                | 右                         | B・ギブソンT・マッカーバーO・セペダJ・ハビアーM・シャノンD・マックスビルL・ブロックC・フラッドR・マリス | J・ロンボーグ            | J・ロンボーグ            | J・ロンボーグ            | 右                       | J・ロンボーグE・ハワードG・スコットM・アンドリュースJ・フォイR・ペトロセリC・ヤスト · レムスキーR・スミスK・ハレルソン |